# 41.º Regimiento de Instrucción Aérea
El 41.º Regimiento de Instrucción Aérea (41. Flieger-Ausbildungs-Regiment) fue una unidad militar de la Luftwaffe de la Alemania nazi.

## Historia
Formada el 1 de abril de 1939 en Fráncfort del Óder desde el 41.º Batallón de Reemplazo Aéreo con:
- Stab.
- I Batallón de Instrucción desde el 41.º Batallón de Reemplazo Aéreo.
- Escuela Elemental de Vuelo (Escuela/41.er Regimiento de Instrucción Aérea) desde la Escuela Mixta Experimental Superior de Fráncfort del Óder.

El II Batallón de Instrucción fue formada en 1940, mientras la Escuela/41.er Regimiento de Instrucción Aérea deja el regimiento el 1 de octubre de 1941 y se convirtió en 41.º Escuela Mixta Experimental Superior. Trasladado a Loeben en enero de 1942(?). El 16 de agosto de 1942 es redesignado como el 41.º Regimiento Aéreo.

## Comandantes
- Coronel Hans Schüz - (1 de abril de 1939 - 28 de febrero de 1940)
- Teniente coronel Hermann Aue - (1 de marzo de 1940 - 31 de marzo de 1940)
- Coronel Rüdiger von Heyking - (1 de abril de 1940 - 24 de julio de 1940)
- Coronel Wilhelm Kohlbach - (25 de julio de 1940 - octubre de 1942)

## Orden de Batalla
- 1939 – 1940: Stab, I. (1-5), 6., 7., Escuela.
- 1941 – 1942: Stab, I. (1-5), 7., II. (8-12).